# Velibor Vasović
Velibor Vasović (Požarevac, 3 ottobre 1939 – Belgrado, 4 marzo 2002) è stato un calciatore e allenatore di calcio jugoslavo con ruolo di difensore.
Libero, è ricordato per aver fatto parte dell'Ajax con cui ha vinto da capitano la Coppa dei Campioni 1970-1971. Nella sua carriera ha disputato ben tre finali di Coppa dei Campioni con due diverse squadre, segnando due gol in due diverse finali, ma uscendo sconfitto in entrambe le occasioni.

## Carriera

### Club
Debutta da professionista nel 1958 con il Partizan Belgrado, dove rimane fino al 1966. Vince cinque campionati della RSF di Jugoslavia, e disputa la finale della Coppa dei Campioni 1965-1966 contro il Real Madrid: il risultato viene sbloccato da un suo gol, ma gli spagnoli segnano con Amancio e Fernando Serena e vincono l'incontro 2-1. In questo periodo gioca nella stagione 1963-1964 con la Stella Rossa Belgrado, vincendo il campionato jugoslavo e la Coppa di Jugoslavia.
Vasović si trasferisce nell'estate del 1966 all'Ajax, e qui vince tre Eredivisie ed altrettante Coppe d'Olanda, e soprattutto la Coppa dei Campioni 1970-1971 da capitano, il primo straniero nella storia dei Lancieri a vincere in campo internazionale con la fascia. Disputa anche la finale della Coppa dei Campioni 1968-1969, persa però per 4-1 contro il Milan di Nereo Rocco, segnando il gol del provvisorio 2-1.
Si ritira nel 1971 a causa dell'asma.

### Allenatore
Terminata prematuramente la carriera da calciatore guida il Partizan Belgrado, il Proleter Zrenjanin e la Stella Rossa Belgrado in Jugoslavia, gli SCO Angers e il Paris Saint-Germain in Francia, l'Ethnikos Asteras in Grecia, e il Bellinzona in Svizzera.

## Palmarès

### Giocatore

#### Competizioni nazionali
- Campionato jugoslavo: 5

Partizan: 1960-1961, 1961-1962, 1962-1963, 1964-1965
Stella Rossa: 1963-1964
- Coppa di Jugoslavia: 1

Stella Rossa: 1963-1964
- Campionato olandese: 3

Ajax: 1966-1967, 1967-1968, 1969-1970
- Coppa dei Paesi Bassi: 3

Ajax: 1966-1967, 1969-1970, 1970-1971

#### Competizioni internazionali
- Coppa dei Campioni: 1

Ajax: 1970-1971

### Allenatore
- Campionato francese di seconda divisione: 1

Angers: 1975-1976
- Campionato jugoslavo: 1

Stella Rossa: 1987-1988